# Brandon Taylor (basket-ball, août 1994)
Ne doit pas être confondu avec Brandon Taylor, joueur de basket-ball né en janvier 1994.
Pour les articles homonymes, voir Brandon Taylor (homonymie) et Taylor.
Brandon Alexander Taylor, né le 1er août 1994 à Willingboro Township (en), New Jersey, est un joueur américain de basket-ball évoluant au poste d'ailier fort.

## Biographie

### Carrière universitaire
Entre 2012 et 2016, il joue pour les Nittany Lions de Penn State à l'université d'État de Pennsylvanie.

### Carrière professionnelle

#### PAOK Salonique (2016-jan. 2017)
Le 23 juin 2016, automatiquement éligible à la draft NBA 2016, il n'est pas sélectionné.
Le 2 juillet 2016, il signe son premier contrat professionnel en Grèce avec le PAOK Salonique pour la saison 2016-2017.
Le 13 janvier 2017, PAOK rompt son contrat. Il a des moyennes de 2,9 points par match en championnat et 4,2 points par match en ligue des champions.

#### 5 Stelle Massagno (fév.-août 2017)
Le 18 février 2017, Taylor signe avec l'équipe suisse de 5 Stelle Massagno.

#### Jämtland Basket (2017-2018)
Le 7 août 2017, Taylor signe en Suède avec Jämtland Basket.

#### Vilpas Vikings (2018-2019)
Durant l'été 2018, il signe en Finlande avec les Vilpas Vikings (en).
Le 2 juillet 2019, Taylor retourne en Grèce et a rejoint les Rethymno Cretan Kings B.C.. Le 7 juillet, il est libéré de façon inattendue en raison d'une blessure à l'épaule.

## Statistiques
Gras = ses meilleures performances

### Universitaires
| Saison    | Équipe     | Matchs | Titul. | Min./m | % Tir | % 3pts | % LF | Rbds/m. | Pass/m. | Int/m. | Ctr/m. | Pts/m. |
| --------- | ---------- | ------ | ------ | ------ | ----- | ------ | ---- | ------- | ------- | ------ | ------ | ------ |
| 2012-2013 | Penn State | 31     | 18     | 20,2   | 34,9  | 28,6   | 68,8 | 3,29    | 0,26    | 0,29   | 0,42   | 5,32   |
| 2013-2014 | Penn State | 34     | 30     | 24,9   | 39,5  | 32,2   | 87,7 | 4,91    | 0,56    | 0,15   | 1,06   | 9,21   |
| 2014-2015 | Penn State | 32     | 25     | 26,9   | 37,1  | 33,5   | 63,3 | 5,31    | 0,91    | 0,53   | 0,78   | 9,09   |
| 2015-2016 | Penn State | 32     | 32     | 32,2   | 43,3  | 35,9   | 72,7 | 6,47    | 1,56    | 0,59   | 0,53   | 16,25  |
| Carrière  | Carrière   | 129    | 105    | 26,1   | 39,6  | 32,8   | 75,3 | 5,01    | 0,82    | 0,39   | 0,71   | 9,99   |

## Palmarès
- Third-team All-Big Ten (2016)

## Vie privée
La cousine de Taylor, Tiffany Stansbury, est également une basketteuse professionnelle et a joué en WNBA. L'oncle de Taylor, Terence Stansbury, était un basketteur professionnel et a joué en NBA.